# Кваркенский сельсовет
Кваркенский сельсовет — сельское поселение в Кваркенском районе Оренбургской области Российской Федерации.
Административный центр — село Кваркено.

## История
9 марта 2005 года в соответствии с законом Оренбургской области № 1900/342-III-ОЗ образовано сельское поселение Кваркенский сельсовет, установлены границы муниципального образования.
26 июня 2013 года в соответствии с законом Оренбургской области № 1646/456-V-ОЗ в состав сельсовета включен упразднённый Айдырлинский поссовет.

## Население
| 2010  | 2012  | 2013  | 2014  | 2015  | 2016  | 2017  |
| ----- | ----- | ----- | ----- | ----- | ----- | ----- |
| 4553  | ↘4444 | ↘4359 | ↗4930 | ↘4922 | ↘4887 | ↘4803 |
| 2018  | 2019  | 2020  | 2021  |       |       |       |
| ↘4741 | ↘4689 | ↘4608 | ↘4534 |       |       |       |

## Состав сельского поселения
| № | Населённый пункт | Тип населённого пункта       | Население |
| - | ---------------- | ---------------------------- | --------- |
| 1 | Айдырлинский     | посёлок                      | ↘627      |
| 2 | Кваркено         | село, административный центр | ↗4106     |
| 3 | Майский          | посёлок                      | 341       |
| 4 | Октябрьский      | посёлок                      | 289       |